# Francium
A francium kémiai elem. Vegyjele Fr, rendszáma 87. Erősen radioaktív alkálifém, asztáciumra, rádiumra és radonra bomlik. A természetben második legritkábban előforduló elem az asztácium után. Mint alkálifém, egy vegyértékelektronja van.

## Felfedezése
1939-ben fedezte fel Marguerite Perey Párizsban, így a nevét az országról, Franciaországról kapta. A laboratóriumon kívül hihetetlen ritka, nagyon csekély mennyiségben megtalálható az urán és a tórium érceiben, melyekben folyamatosan keletkezik és tovább bomlik a 223Fr izotóp. Mindössze 30 g létezik a Föld kérgében, a többi izotópja teljesen mesterséges. A legnagyobb mennyiség, amit valaha összegyűjtöttek bármely izotópjából, 10000 atom volt. Érdekesség, hogy egy brit vegyészcsapat is dolgozott azon, hogy felfedezzék a franciumot. Britiumnak szerették volna elnevezni, ám mivel a franciák sikeresebbek voltak, övék lett a lehetőség.[forrás?]

## Jellemzői
A francium az utolsó elem, amit a természetben fedeztek fel. Eredeti neve aktínium K volt, mivel az aktínium (Ac) alfa-bomlásának eredménye. Jelenleg ez a legnehezebb alkálifém.

## Izotópjai
Jelenleg 34 izotópját (199 és 232 közötti tömegszámmal), és hét metastabil magizomerjét ismerjük. A természetben csak a francium-223 és a francium-221 fordul elő, bár utóbbi jóval ritkább.
Legstabilabb izotópja a francium-223, felezési ideje 21,8 perc, nem valószínű, hogy valaha is ennél hosszabb életű izotópot fedeznek fel vagy állítanak elő. A francium-223 az aktínium bomlási sorának ötödik tagja, az aktínium-227 leányizotópja. A francium-223 béta-bomlással rádium-223-má alakul (bomlási energiája 1149 keV), de nagyon kis részben (0,006%-ban) alfa-bomlást szenvedve asztácium-219-cé alakul (bomlási energia 5,4 MeV).
A francium-221 a neptúnium sor kilencedik tagja, az aktínium-225 leányizotópja, felezési ideje 4,8 perc, alfa-bomlással asztácium-217-té alakul (bomlási energiája 6,457 MeV).
A legbomlékonyabb alapállapotú izotóp a francium-215, ennek felezési ideje 0,12 μs, 9,54 MeV energiájú alfa-részecske kibocsátásával asztácium-211-re bomlik. Metastabil izomerje, a francium-215m még ennél is instabilabb, felezési ideje mindössze 3,5 ns.

## Felhasználása
Instabilitása és ritkasága következtében kereskedelmi jelentőséggel nem rendelkezik. Biológiai kutatásokban kimutatták segítségével, hogy az alkálifémek főként a patkányok veséjében, májában és a nyálmirigyében halmozódnak föl. Kémiai és atomszerkezeti kutatásokban használják. Vizsgálták alkalmazhatóságát különböző ráktípusok kimutatására, de a gyakorlatban ez nem bizonyult hasznosíthatónak.
Viszonylag egyszerű atomszerkezete miatt speciális spektroszkópiai kísérletek végzéséhez is felhasználják, kihasználva előállítási, csapdázási és hűtési módszereit. Ezen kísérletek eredményeként pontosabb információkat nyertek a szubatomi részecskék közötti energiaszintekről és csatolási állandókról. A lézerrel csapdába ejtett francium-210 ionok által kibocsátott fény tanulmányozásával pontos adatokat nyertek az atomi energiaszintek közötti átmenetekről, melyek nagyon hasonlóak a kvantummechanika által jósolt értékekhez.

## Fordítás
Ez a szócikk részben vagy egészben  a   Francium című angol Wikipédia-szócikk ezen változatának fordításán alapul.  Az eredeti cikk szerkesztőit annak laptörténete sorolja fel. Ez a jelzés csupán a megfogalmazás eredetét és a szerzői jogokat jelzi, nem szolgál a cikkben szereplő információk forrásmegjelöléseként.